# Dangmujiang
Dangmujiang (kinesiska: 当木江, 当木江乡) är en socken i Kina. Den ligger i socknen Dangmujiang, den autonoma regionen Tibet, i den sydvästra delen av landet, omkring 370 kilometer nordost om regionhuvudstaden Lhasa. Antalet invånare är 2817. Befolkningen består av 1 430 kvinnor och 1 387 män. Barn under 15 år utgör 34 %, vuxna 15-64 år 61 %, och äldre över 65 år 4,0 %.